# Pašovice

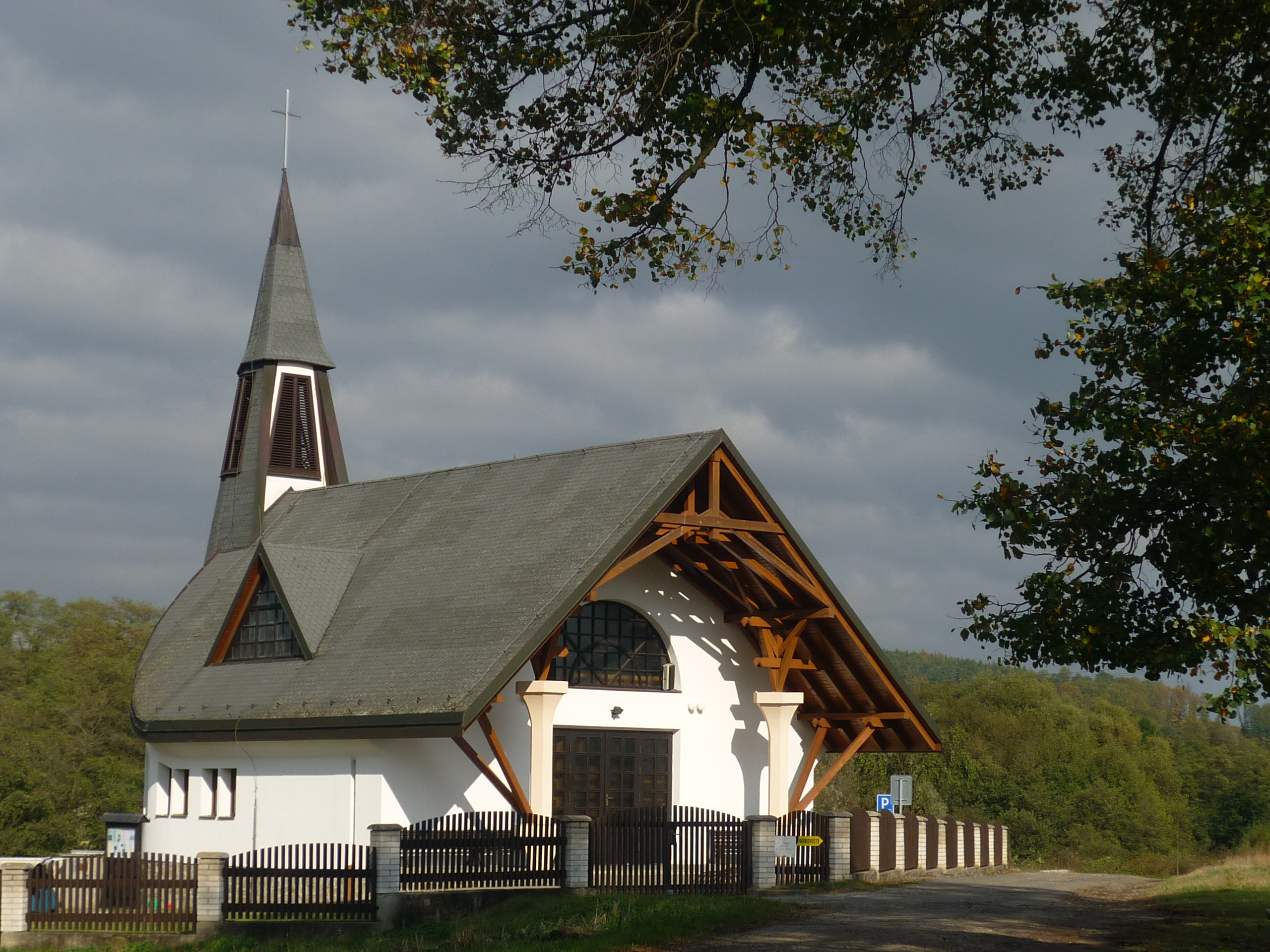
Kapelle des hl. Johannes Sarkander

Pašovice (deutsch Paschowitz, früher Parschowitz) ist eine Gemeinde in Tschechien. Sie liegt sechs Kilometer nördlich von Uherský Brod und gehört zum Okres Uherské Hradiště.

## Geographie
Pašovice befindet sich im Hügelland Prakšická vrchovina am Rande des gleichnamigen Naturparks. Das Dorf liegt im Tal der Holomňa zwischen den Einmündungen der Bäche Maršovský potok und Dobřínský potok. Nördlich erhebt sich der Obce (336 m) und Kopec (341 m), im Osten der Březí (376 m), südöstlich der Tři duby (389 m) und Zmoly (347 m), im Süden die Skákavka (326 m), südwestlich der Lhotský kopec (330 m) sowie im Westen die Vrchovina (331 m).
Nachbarorte sind Háčky und Kelníky im Norden, Velký Ořechov und Dobrkovice im Nordosten, Biskupice und Maršov im Osten, Rubaniska, Újezdec, Vinice und Těšov im Südosten, Prakšice im Süden, Grefty im Südwesten, Javorovec und Mistřice im Westen sowie Včelary, Bílovice, Nedachlebice und Částkov im Nordwesten.

## Geschichte
Archäologische Funde in der Flur Záhumní belegen eine Besiedlung des Gemeindegebietes seit dem ersten Jahrtausend v. Chr. Auf den Fluren des Ortes siedelten u. a. Quaden, Kelten und Slawen. Die erste schriftliche Erwähnung des Dorfes Paschowicz erfolgte 1365, als Karl von Paschowicz die Hälfte des 20 Huben umfassenden Dorfes seiner Ehefrau Anna überschrieb. Im Jahre 1371 gehörte das Gut gemeinschaftlich den Brüdern Sazema und Jan von Paschowicz sowie deren Mutter Anna. Zwischen 1371 und 1374 verkaufte Jan von Paschowicz seinen Anteil an Mareš von Řipec. Im Jahre 1376 ließ Sazemas Frau Eliška ihren Anteil in der Landtafel an Mareš überschreiben. Dieser vereinigte beide Anteile und besaß damit mit Ausnahme einer Hube, die der Kirche in Ořechov gehörte, das gesamte Dorf und legte sich das Prädikat von Paschowicz zu. 1384 tauschte Mareš Paschowicz bei Stach von Újezd, einem Angehörigen des Vladikengeschlechts von Šarov, gegen dessen Güter Újezdec und Zákřov ein. Stachs Söhne Čeněk und Martin teilten das Dorf und den Hof zwischen sich auf. Čeněk erhielt die untere und sein Bruder die obere Hälfte des Dorfes. Im Jahre 1407 traten sie beide Anteile an die Brüder Čeněk und Václav von Malotín ab. Das Dorf Passowicz bestand zu dieser Zeit aus dem herrschaftlichen Hof sowie 20 Ganzhüfnern und drei Viertelhüfnern. Sie verkauften den Besitz 1412 an Wenzel von Wolfsberg, der sich fortan Wenzel von Passowicz (Václav z Pašovic) nannte. Dessen Sohn Zich verkaufte das Gut Passowicze 1437 an Jan von Rudka, der es umgehend an Jan Šarovec von Újezd weiterreichte. Von diesem erwarb 1447 Jiří von Honbice Passowicz und schloss das Gut an Ořechov an. Unter dessen Söhnen erfolgte 1478 eine Teilung des Erbes. Dabei fielen Passowicze und Dobrkovice an Václav und Jan von Honbice, die Passowicze wieder von Ořechov abtrennten und zum selbständigen Gut machten. Ab 1512 besaß deren Bruder Jiřík Passowicze und Dobrkovice. Er reichte die Güter alsbald an seinen Schwiegersohn Hynek von Zástřizl weiter. Dieser kaufte 1515 noch die Güter Hřivínův Újezd und Prakšice hinzu und vereinigte diese zu einem Gut mit Sitz in Prakšice. Er begründete einen neuen Zweig der Herren von Zástřizl, das Rittergeschlecht der Zástřizl von Prakšice. 1520 erbte Jiří Prakšický von Zástřizl den Besitz. Im Jahre 1538 verkaufte er sämtliche Güter seiner Schwester Kunigunde von Korotín. Noch im selben Jahre erwarben Jiřís Söhne Oneš und Adam die Güter Ořechov und Passowicze. 1572 übereignete Adam Prakšický von Zástřizl die Herrschaft Ořechov mit allem Zubehör seinem Neffen Proček. Mit Proček Prakšický von Zástřizl, der 1597 mittellos verstarb, erlosch die Linie der Zástřizl von Prakšice. Nachfolgende Besitzer des Gutes waren ab 1587 Jan von Šaratice, ab 1603 Jan Zendler von Hof und danach Havel Kurovský von Vrchlabí. Letzterer verkaufte 1612 die Herrschaft Ořechov für 36.000 Mährische Gulden an Václav Kokorský von Kokor. Dieser veräußerte die Güter Ořechov, Polichno, Doubravy und Březůvky 1614 für 48.000 Mährische Gulden an Maria Magdalena von Zierotin, die Ehefrau von Johann Friedrich von Zierotin auf Strážnice. Zierotins Güter wurden nach der Schlacht am Weißen Berg konfisziert und an den schlesischen Grafen von Gaschin verkauft. Dessen Witwe Benigna, geborene Haugwitz von Biskupitz und Krumlov veräußerte 1652 das Gut Ořechov mit den Dörfern Ořechov, Hřivínův Újezd, Polichno, Doubravy, Maršov, Dobrkovice, Březůvky und Passowicze für 35.000 Rheinische Gulden an Leo Wilhelm von Kaunitz, der es seiner Herrschaft Uherský Brod zuschlug. Im Jahre 1752 bestanden nach dem Theresianischen Kataster mit Nad dědinou und Stará hora zwei Weinberge mit mehreren Preßbauden (bůdy). Bei der Nummerierung der Häuser wurden 1774 in Passowicze 43 Häuser gezählt, die Preßbauden erhielten keine Hausnummern. 1843 bestand das Dorf aus 90 Häusern und hatte 357 Einwohner. Bis zur Mitte des 19. Jahrhunderts blieb Passowicze immer nach Uherský Brod untertänig. Besitzer der Güter waren bis ins 20. Jahrhundert die Grafen von Kaunitz.
Nach der Aufhebung der Patrimonialherrschaften bildete Pašovice / Paschowitz ab 1850 eine Gemeinde in der Bezirkshauptmannschaft Uherský Brod. Im Jahre 1866 schleppte das Militär die Cholera ein, an der binnen 26 Tagen in Pašovice 29 Menschen verstarben. Am 29. April 1867 zerstörte ein Sturm die herrschaftliche Dreschtenne, von den dort untergebrachten 35 Kühen starben dabei zwei. Bis zum Ende des 19. Jahrhunderts blieb Pašovice ein rein landwirtschaftliches Dorf. Während der deutschen Besetzung starben elf Einwohner in Konzentrationslagern. Im Jahre 1945 bestand Pašovice aus 160 Häusern und hatte ca. 740 Einwohner. Zwischen dem 26. April und 1. Mai 1945 lag das Dorf während der Bratislava-Brno-Operation an der Front. Von den Kämpfen zwischen der Wehrmacht sowie der Roten und Rumänischen Armee waren insbesondere die Häuser am Hof durch Granateneinschläge betroffen. Dabei starb ein Bursche; es wurden sechs Wohngebäude, zwölf Stallungen, 30 Stadel und sechs Schuppen zerstört sowie weitere 27 Häuser, 15 Stallungen und sechs Stadel stark beschädigt. Im Jahre 1961 wurde die Gemeinde dem Okres Uherské Hradiště zugeordnet. Seit 2005 führt Pašovice ein Wappen und Banner.

## Ortsgliederung
Für die Gemeinde Pašovice sind keine Ortsteile ausgewiesen.

## Sehenswürdigkeiten
- Kapelle des hl. Johannes Sarkander, errichtet 1995
- Marterl, errichtet um 1750, urkundlich belegt ist es seit 1792
- Barocke Nischenkapelle hinter dem Friedhof, errichtet 1799

## Söhne und Töchter der Gemeinde
- František Horenský (1866–1933), Dichter und Publizist
- František Peňáz (1912–1996), Maler und Graphiker
- Františka Pecháčková (1904–1991), Schriftstellerin